# Пателидас
Пателидас (грч. Πατελιδάς) је насељено место у општини Полигирос у периферији Средишња Македонија, Грчка. Према попису из 2021. године било је 5 становника.
Насеље је подигнуто двадесетих година 20. века и први пут се помиње на попису из 1928. године са 54 становника.